# Elecciones generales de Austria de 1920
Las elecciones generales de Austria fueron realizadas el 17 de octubre de 1920, a pesar de que no fueron realizadas en Carintia hasta el 19 de junio de 1921, ni en Burgenland hasta el 18 de junio de 1922. El resultado fue la victoria del Partido Socialcristiano, el cual ganó 85 de los 183 escaños. La participación electoral fue de un 80.3%.

## Resultados
| Partido                                             | Votos     | %    | Escaños | +/−   |
| --------------------------------------------------- | --------- | ---- | ------- | ----- |
| Partido Socialcristiano                             | 1.245.531 | 41.8 | 85      | +16   |
| Partido Socialdemócrata                             | 1.072.709 | 36.0 | 69      | −3    |
| Partido Popular de la Gran Alemania                 | 390.013   | 13.1 | 21      | Nuevo |
| Landbund                                            | 124.114   | 4.2  | 7       | Nuevo |
| Partido Obrero Cívico                               | 42.826    | 1.4  | 1       | Nuevo |
| Demócratas                                          | 42.826    | 1.4  | 0       | 0     |
| Partido de los Granjeros y Ciudadanos de Burgenland | 42.826    | 1.4  | 0       | Nuevo |
| Partido Comunista de Austria                        | 27.386    | 0.9  | 0       | Nuevo |
| Socialistas y Checoslovacos Democráticos            | 7.580     | 0.3  | 0       | −1    |
| Lista de Unidad Nacional Cristiana                  | 70.169    | 2.4  | 0       | Nuevo |
| Partido Nacional Judío                              | 70.169    | 2.4  | 0       | −1    |
| Eslovenos de Carintia                               | 70.169    | 2.4  | 0       | Nuevo |
| Votos en blanco/nulos                               | 31.455    | –    | –       | −     |
| Total                                               | 3.011.783 | 100  | 183     | +13   |
| Fuente: Mackie & Rose, Nohlen & Stöver              |           |      |         |       |